# Авриг
Авриг (рум. Avrig, мађ. Felek) град је у Румунији, у средишњем делу државе. Авриг је важан град округа Сибињ.
Авриг је према последњем попису из 2002. године имао 14.260 становника.

## Географија
Град Авриг налази се у јужном делу историјске историјске покрајине Трансилваније, око 30 km источно од Сибиња, седишта округа.
Авриг се налази у јужној котлини Трансилваније, на реци Олт. Град се образовао као трговиште при преласку ове реке. ЈУжно од града изиджу се Карпати (тачније Фагарашко горје). Надморска висина града је око 385 m.

## Историја
Према државном шематизму православног клира Угарске, 1846. године у месту "Фелек" служили су пароси, поп Давид Рус, а помагао му је капелан Јован Дрегић. Број породица је износио 66, којима су придодати филијарци њих 42 фамилија, из Седерјеша и Золтана.

## Становништво
У односу на попис из 2002, број становника на попису из 2011. се смањио.
| 1992.  | 2002.  | 2011.  |
| ------ | ------ | ------ |
| 14.965 | 14.260 | 12.815 |

Матични Румуни чине већину градског становништва Аврига, а од мањина присутни су Немци, Мађари и Роми. Некада бројно немачко становништво се иселило у матицу током 20. века.

## Галерија
- Поглед на Авриг
- Здање Брукентал
- Башта уз здање
- Језеро изнад Аврига